# Центр громадянських свобод
Центр громадянських свобод (ЦГС) — українська правозахисна організація, заснована у 2007 році.
Здійснює моніторинг та аналіз законопроєктів на відповідність стандартам дотримання прав людини, провадить громадський контроль над діями правоохоронних органів, судів та місцевої влади, над розслідуванням злочинів, вчинених під час Євромайдану, займається документуванням політичних переслідувань у тимчасово окупованому Криму, фіксацією порушень прав людини та воєнних злочинів на Донбасі, просвітництвом у сфері прав людини та демократії, програмами міжнародної солідарності тощо. Голова Центру громадянських свобод — правозахисниця Олександра Матвійчук, виконавчий директор — Олександра Романцова.
У травні 2022 року організація нагороджена премією Democracy Award 2022, у жовтні 2022 — відзначена Нобелівською премією миру. Навесні 2024 року Центр громадянських свобод був визнаний «небажаною організацією» в Росії.
Місія Центру громадянських свобод — працювати для становлення системи захисту прав людини, демократії та солідарності в Україні та регіоні ОБСЄ задля утвердження людської гідності.

## Історія
- 2007 рік. Лідери правозахисних організацій з дев'яти пострадянських країн ухвалили рішення про створення транскордонного ресурсного центру підтримки у Києві. Так був заснований ЦГС.
- 2008 рік. ЦГС організував низку міжнародних молодіжних правозахисних шкіл.
- 2009 рік. Створена коаліція проти ненависті. Участь у міжнародній мережі «Суспільство і Армія».
- 2010 рік. ЦГС став співорганізатором міжнародного комітету та польової місії з прав людини в Республіці Білорусь.
- 2011 рік. Проведення міжнародної конференції та ухвалення Декларації міжнародної платформи «Громадянська солідарність». Створена коаліція для захисту фундаментальних свобод в Євразії.
- 2012 рік. Інформаційна кампанія «Права людини поза грою»[6] до Чемпіонату Європи з футболу в Україні.
- 2013 рік. Створені OZON («ОЗОНу»)[7], ініціатива «Євромайдан SOS».
- 2014 рік. Участь у мобільних моніторингових групах у Криму та на Донбасі. Передача в Міжнародний кримінальний суд подання зі свідоцтвами про злочини проти людяності, вчинені режимом Януковича під час Євромайдану 2013—2014. Заснована щорічна волонтерська премія. Створення коаліції «Правозахисний порядок денний»[8].
- 2015 рік. Запуск кампанії «Let My People Go». З'явився формат правозахисних клубів і правозахисних вікендів у регіонах. ЦГС став автором ідеї документального фільму «Відторгнення»[9], реалізованого спільно з UKRLIFE.TV. Вихід документального фільму «Євромайдан SOS. Право на гідність»[10]. Старт роботи групи сприяння російсько-українському правозахисному діалогу.
- 2016 рік. Започаткована традиція щорічної Правозахисної Неконференції[11] і Національної правозахисної премії. Розроблений VR-фільм про підвали, в яких утримують полонених на Донбасі. Проведення інформаційної кампанії «Заручники війни». ЦГС бореться за звільнення всіх полонених, що утримуються на окупованому Донбасі. Зокрема, напередодні зустрічі «Нормандської четвірки» у Мюнхені ініціювали міжнародну онлайн-акцію спрямовану на виконання пункту про звільнення полонених #FreeDonbasHostages[12].
- 2017 рік. Створення Київської школи прав людини та демократії[13]. Участь у розробці законопроєкту і запуск адвокаційної кампанії за гармонізацію українського кримінального кодексу з міжнародним кримінальним правом. Проведення адвокаційних акцій на захист жертв сексуального насильства під час війни спільно з проєктом Zero Impunity. Розроблена концепція «другої хвилі» судової реформи включно із впровадженням ефективного Суду присяжних в Україні.
- 2018 рік. Запуск кампанії #SaveOlegSentsov[14]. Петиція на сайті Білого дому — звернення до американського президента з вимогою зробити все для звільнення Олега Сенцова та всіх українських політичних в'язнів набрала 100 тисяч потрібних голосів. Розробка концепції другої хвилі судової реформи. Організація міжнародної конференції «Парламентарі за глобальні дії»[15] у Києві. Волонтерська премія отримала нагороду у сфері волонтерського менеджменту — Volunteer Management Award в номінації «Промоція і популяризація волонтерства».
- 2019 рік. Початок кампанії #PrisonersVoice. Створення національного круглого столу з релігійних свобод. Голова правління ЦГС Олександра Матвійчук потрапила в сотню найвпливовіших жінок України завдяки своїй правозахисній та громадській роботі. На шостий рік активної кампанії зі звільнення в'язнів Кремля нарешті розблокували процес обміну, що не могло статися без постійного тиску громадянського суспільства, а також — міжнародної адвокації на високому політичному рівні, в яких ЦГС узяв участь не тільки як правозахисна організація, але і як координатор міжнародної мережі. ЦГС запустив перший в Україні онлайн-інструмент для громадського контролю за розслідуваннями нападів та інших форм переслідування громадських активістів.
- 2020 рік. ЦГС став ініціатором міжнародної акції солідарності #BelarusWatch[16]. Розробка нової стратегії організації. Адвокаційна кампанія, до якої активно долучився ЦГС, принесла довгоочікуваний результат — призначення омбудсмена з захисту державної мови, створення Секретаріату і початок реальної роботи у цьому напрямку. Запуск чат-боту Fight Back[2] — онлайн-інструменту для людей (або їхніх близьких), щодо яких вчинено злочини, із покроковим роз'ясненням конкретних дій.
- 2021 рік. У червні 2021 року голову організації ЦГС обрано кандидаткою для висунення на обрання членом Комітету ООН проти катувань. За підтримки Міністерства закордонних справ, членів Парламенту, неурядових українських та міжнародних організацій Олександра Матвійчук провела публічну кампанію. Вперше із 2011 року секретаріат Civic Solidarity Platform перемістився на схід від Відня у регіоні ОБСЄ. Наступні два роки на Центр громадянських свобод покладено важливе завдання — координація роботи міжнародної платформи, яка об'єднує близько ста правозахисних організацій із різних країн Європи, Євразії та Північної Америки. Волонтерська премія 2021 Євромайдан SOS зібрала рекордну кількість номінантів за всі роки свого існування — 278.
- 2022 рік. ЦГС долучився до глобальної ініціативи «Розірвати коло безкарності за воєнні злочини Росії» (стисла назва «Трибунал для Путіна»)[17], яка була створена у відповідь на повномасштабну агресію РФ у лютому 2022 року. Учасники ініціативи документують події, в яких вбачаються ознаки злочинів за Римським статутом Міжнародного кримінального суду (геноцид, злочини проти людяності, воєнні злочини) в усіх регіонах країни, що стали об'єктом нападу. Ініціатива активно працює на міжнародному рівні, щоб використати чинні механізми  ООН, Ради Європи, ОБСЄ, ЄС та Міжнародного кримінального суду для зупинення злочинів і покарання винних.

## Напрямки діяльності
- Група громадського спостереження OZON[18] — ініціатива Центру громадянських свобод, яка здійснює громадський контроль за діяльністю правоохоронних органів, судів, місцевого самоврядування у різних регіонах України. Волонтерський рух стежить за забезпеченням свободи мирних зібрань та доброчесністю правосуддя. У межах ініціативи ЦГС створив механізм громадського контролю розслідування справ щодо тиску та переслідувань представників громадянського суспільства у Києві та регіонах. Завдяки програмі роботи з волонтерами та налагодженій системі стажувань, OZON постійно долучає до проєктів молодь, студентів й інших активних громадян. Волонтери беруть активну участь в організації подій та допомагають експертизою..
- Київська школа прав людини та демократії (КШПЛ та Д)[13] — безплатна освітня платформа Центру громадянських свобод. Діяльність школи — це відкриті лекції, тренінги, дискусії, кінопокази, круглі столи та просвітницькі курси в Києві та інших містах. Школа надає чудові можливості почати правозахисну діяльність, дізнатися більше про права людини, або стати волонтером одного з проєктів ЦГС. Загалом від часу створення школи і до 2022 року учасниками тренінгів та заходів КШПЛ та Д стали понад 3 тисячі осіб з двох десятків країн світу.
- Prisoner's Voice.[19] Метою ініціативи є звільнення всіх українських політичних в'язнів у Росії, в Криму та на Донбасі. Одразу після затримання перших громадян України на Сході, а також у підконтрольному Росії Криму Центр громадянських свобод запустив міжнародні кампанії із захисту українських політв'язнів та цивільних заручників. У 2014 році ЦГС став ініціатором інформаційної кампанії #LetMyPeopleGo, метою якої стало висвітлення політичного переслідування українських громадян в Росії, Криму і на Донбасі. За час кампанії, до вимог звільнення всіх українських політв'язнів, ув'язнених у Росії та Криму, приєдналися тисячі людей по всій Європі, а також в США та інших країнах. У 2018 році, коли український кінорежисер і політв'язень Олег Сєнцов оголосив голодування, ЦГС запустив міжнародну ініціативу #SaveOlegSentsov. Акції з вимогою звільнення Сєнцова та всіх українських політв'язнів відбулися в десятках країн світу. У 2019 році після звільнення з в'язниці та повернення з Росії Олега Сєнцова, ініціативу перейменували на #PrisonersVoice. Метою ініціативи залишилося звільнення всіх українських політичних в'язнів у Росії, в Криму та на Донбасі.
- Київський HUB прав людини[20] сприяє розвитку правозахисних та громадських ініціатив. Розпочав свою роботу для підтримки актуальних і створення нових правозахисних, громадських ініціатив. Можливостями хабу користуються правозахисні та громадські організації, об'єднання, а також неформальні коаліції для проведення власних заходів. Під менторством ЦГС громадські організації мають змогу навчатися, консультуватися з організаційних питань, зокрема, з питань, які стосуються реєстрації громадських організацій, а також щодо підтримки в організації робочих зустрічей, стратегічних сесій та планування адвокаційних стратегій національного та міжнародного рівнів.
- Євромайдан SOS[21] — самоорганізована ініціатива, створена у відповідь на насильницький розгін мирної студентської демонстрації на Майдані Незалежності 30 листопада 2013 року для забезпечення правової та іншої допомоги переслідуваних учасників протесту по всій Україні. Ініціатива Євромайдан SOS активно документувала порушення прав людини під час протестних акцій, зіграла важливу роль у створенні адвокатської мережі допомоги незаконно переслідуваним активістам Євромайдану, а також координувала акції міжнародної солідарності на підтримку українських протестувальників у 2013—2014 роках. Із завершенням активного етапу протестів на Майдані ініціатива Євромайдан SOS почала моніторинг порушень прав людини у Криму і на Донбасі. Від початку російської агресії Євромайдан SOS відновив свою роботу і правозахисники почали фіксувати воєнні злочини, злочини проти людяності, порушення прав людини — тобто, будь-які дії, в яких є ознаки злочинів згідно з Римським статутом Міжнародного кримінального суд.[22].
- #BelarusWatch[23] — глобальна кампанія солідарності, яка за допомогою волонтерів збирає та систематизує інформацію про порушення прав людини в Білорусі з початку мирних протестів у серпні 2020 року. Ініціатива об'єднує небайдужих людей із різних країн, також у межах кампанії проводяться акції та заходи на підтримку білоруського громадянського суспільства та окремих активістів, які постраждали від політичних репресій.
- Правозахисний порядок денний[24] — неформальна коаліція правозахисних організацій, які працюють для удосконалення законодавства відповідно до стандартів захисту прав людини. У центрі уваги платформи «Правозахисний порядок денний (ППД)» — реалізація реформ правоохоронних органів, Служби безпеки України, реформа судової системи, інституту Уповноваженого ВРУ з прав людини, імплементація норм міжнародного права в законодавство України. Йдеться про роботу над ратифікацією Конвенції Ради Європи про запобігання насильству стосовно жінок і домашньому насильству та боротьбу з цими явищами (Стамбульської конвенції), Римського статуту МКС, ухвалення законопроєкту про воєнних злочинців р.н. 2689. Учасники Платформи — Українська Гельсінська спілка з прав людини, Харківська правозахисна група, Центр громадянських свобод, Amnesty International в Україні, Центр прав людини ZMINA, Центр досліджень правоохоронної діяльності, Проект «Без кордонів», Євромайдан SOS та інші. Координацію роботи платформи здійснює Центр громадянських свобод.
- Захист правозахисників. Центр громадянських свобод спільно з Євромайдан SOS розробили інтерактивну мапу насильницьких викрадень правозахисників, активістів, журналістів та представників місцевого самоврядування[25]
- PROBONO.HELP. Євромайдан SOS спільно із PROBONO.BY (Білорусь) запустили контакт-центр, щоб допомогти всім, хто цього потребує, швидко знайти релевантну та актуальну інформацію щодо різних питань, які виникають. З початку повномасштабного вторгнення Російської Федерації була сформована Мапа ініціатив, яка акумулювалася  в чат-боті «Євромайдан SOS»[26]. Однак, для розширення можливостей комунікації з постраждалими, ЦГС об'єднав зусилля з колегами ROBONO.BY (Білорусь), які мали успішний досвід організації контакт-центру в Білорусі під час масових протестів 2020 року. Контакт-центр[27]створений для того, щоб люди, які потребують допомоги, могли швидко отримати потрібну інформацію або контакти. До PROBONO.HELP можуть звертатися усі:
  - хто потребує допомоги та може її надати;
  - хто перебуває у зоні бойових дій в Україні;
  - хто вже перетнув кордон з Україною та наразі у безпеці;
  - хто не знає, де знайти допомогу. Якщо людина в Україні, то PROBONO.HELP[28]допомагає знайти інформацію та сконтактувати з ініціативами, які займаються евакуацією в межах та за межі України, психологічною допомогою та консультацією, медичною допомогою та консультацією, юридичною допомогою, іншою допомогою. PROBONO.HELP допомагає людям, які виїхали за межі України знайти інформацію про ініціативи та фонди допомоги з питань транспорту, житла, їжі та речей першої потреби (одяг, засоби гігієни), медичної допомоги, психологічної допомоги.

## Цінності
Цінності, задекларовані Центром:
- повага до людської гідності
- свобода і права людини
- верховенство права
- демократія
- солідарність
- незаангажованість
- недискримінація